# Carles Belda i Valls
Carles Belda i Valls   (Sabadell, 16 de juliol de 1972) és un acordionista diatònic català, que ha format part de grups com La Xaranga Revoltosa, Blat Segat, Pomada (amb Helena Casas) i Ensaladilla So Insistent, Mesclat, Fetus o El Belda i el Conjunt Badabadoc.

## Biografia

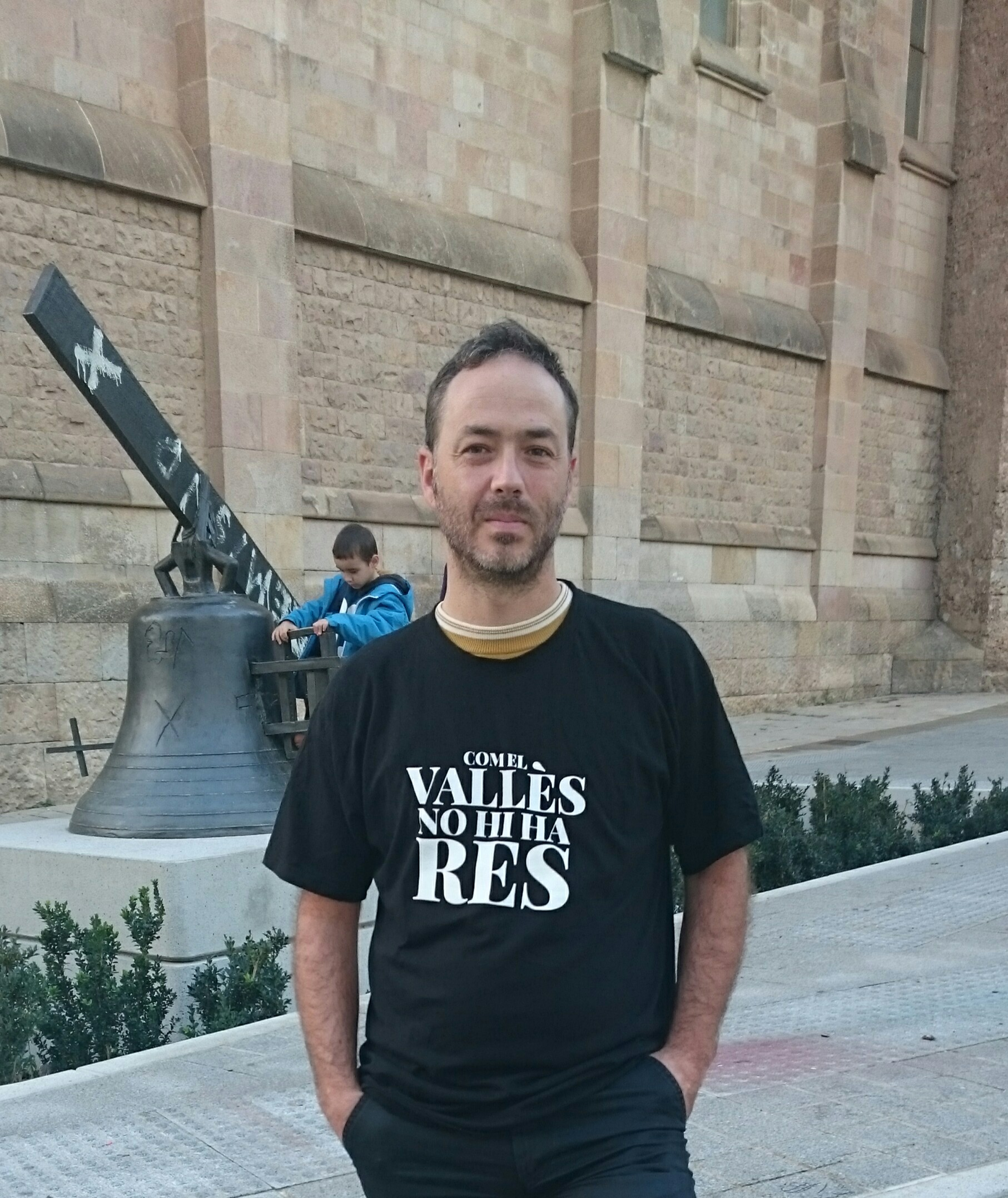
Carles Belda al Racó del Campanar de Sabadell, amb la samarreta de l'Any Joan Oliver

Va començar a estudiar música clàssica i piano amb Josep Maria Pladevall i Isabel Izard i s'examinava al Conservatori de Sabadell. Quan tenia uns 20 anys casualment va comprar un acordió diatònic als encants de diumenge del Mercat Central de Sabadell per 12.000 pessetes. Va estudiar acordió de forma autodidacta, seguint els coneixements del mestre Francesc Marimon i els consells de Pere Pau i Jordi Roura. La música que va començar a tocar era del cançoner del grup d'esplai La Roda, de Sabadell, música que provenia del folk i els espirituals versionats per Xesco Boix o el cançoner de Jaume Arnella.
Toca l'acordió diatònic i la trikitixa (variant del mateix instrument emprada al País Basc) en formacions musicals de caràcter tradicional, encara que un dels estils musicals que més li agrada és la rumba, estil que ha adaptat per a ésser tocat amb l'acordió diatònic, en treballs com els del grup Pomada. En els concerts de Carles Belda molt sovint es practiquen garrotins i altres formes de cant improvisat.
Va engruixint una col·lecció de discos de música dels anys seixanta i setanta del segle xx –sobretot música catalana–, els quals ha punxat en públic en diferents ocasions.
El 13 d'octubre de 2012 fou escollit el setanta-novè de la llista de la CUP-Alternativa d'Esquerres per Barcelona a les eleccions al Parlament de Catalunya de 2012.

## Discografia

### Amb Pomada
- 1998: Folklore (en casset)
- 2000: el disc 1 de pomada
- 2001: el disquet de pomada
- 2004: CD 2.POM (descarregable només a través d'internet)

### Amb Mesclat
- 2002: Mesclat
- 2004: Manilla
- 2007: Cròniques colonials

### Amb Ensaladilla So Insistent
- 2005: Ximbomba Vallesana En el recopilatori del Fona 2005
- 2007: N.Y.Acres En el recopilatori del Fona 2007[8]

### Amb Sanjosex
- 2016: Càntut[9]

### Amb Belda i el conjunt Badabadoc
- 2009: Per jamaicanes!
- 2012: Som així

### En solitari
- 2006: Carles Belda
- 2008: Ball al diatònic 2
- 2014: Disc sense nom, autoeditat[10][2]
- 2015: 24 rumbes per diatònic
- 2018: Groc
- 2018: Manxa enrere
- 2022: Ciclisme Aborigen

## Premis i reconeixements
- Premi Joan Coromines atorgat per la Coordinadora d'Associacions per la Llengua (2014)[11]